# Plácido Olímpio de Oliveira
Plácido Olímpio de Oliveira (Campo Alegre, 5 de outubro de 1900 — Joinville, 9 de junho de 1957) foi um advogado e político brasileiro.

## Vida
Filho de Olímpio Nóbrega de Oliveira e de Maria Virgínia de Oliveira, formou-se em direito pela Faculdade de Direito do Rio de Janeiro, em 1921.

## Carreira
- Vereador de Joinville na 1ª Legislatura pós-Era Vargas (1947-1951).[1]
- Prefeito municipal de Joinville, entre 1930 e 1933.
- Deputado à Assembleia Legislativa de Santa Catarina na 1ª legislatura (1935 — 1937), eleito pelo Partido Liberal Catarinense.
- Deputado à Câmara dos Deputados por Santa Catarina na 39ª legislatura (1951 — 1955), eleito pela União Democrática Nacional (UDN).[2]